# Oyggjaframi (m-l)
Oyggjaframi (marx–leninistar) (dansk: Øernes fremme (marxister-leninister)) var en maoistisk organisation på Færøerne, dannet i august 1972, da Tórshavn-afdelingen af Oyggjaframi - Føroyskir Sosialistar brød ud. Organisationen udgav bladet Arbeiðið mellem 1976 og 1984 og blev antagelig opløst i 1984 eller året efter.
I begyndelsen deltog Oyggjaframi i det samarbejde, som eksisterede mellem de maoistiske partier i Norden: Arbeidernes kommunistparti i Norge, Kommunistiska Förbundet Marxist-Leninisterna i Sverige, Kommunistisk Arbejderparti i Danmark, Marxist-leninistiske grupper i Finland og Kommunistisk Enhedsfront (m-l) i Island. Fra det kinesisk-albanske brud i 1978, var Oyggjaframi og Einingarsamtök Kommúnista orienteret mod Arbejdets Parti i Albanien, mens de øvrige partier fortsat støttede Kina. I sine sidste år havde Oyggjaframi nær kontakt med Danmarks Kommunistiske Parti/Marxister-Leninister, der i lighed med Arbejdets Parti vendte sig mod udviklingen i Kinas kommunistiske parti.